# Manfred Kinder
Pour les articles homonymes, voir Kinder (homonymie).
Manfred Kinder, né le 20 avril 1938 à Königsberg, est un ancien athlète allemand qui courait principalement sur 400 mètres. 
Aux Jeux olympiques d'été de 1960, il a remporté une médaille d'argent en relais 4 × 400 m avec Joachim Reske, Johannes Kaiser et Carl Kaufmann au sein de l'équipe unifiée d'Allemagne.
Huit ans plus tard, il remportait le bronze toujours en relais 4 × 400 m., mais cette fois-ci pour l'Allemagne de l'Ouest avec Helmar Müller, Gerhard Hennige and Martin Jellinghaus.
Il a été recordman du monde du 4 x 800 m. avec ses compatriotes Adams, Bogatzki et Kemper ; ses records personnels ont été de 45 s 8 au 400 m et 1 min 46 s 7 au 800 m (cf. dictionnaire de l'athlétisme de Robert Parienté aux éditions Amphora).

## Palmarès

### Jeux olympiques
- Jeux olympiques de 1960 à Rome ( Italie)
  - 5e sur 400 m
  -  Médaille d'argent en relais 4 × 400 m
- Jeux olympiques de 1964 à Tokyo ( Japon)
  - éliminé en demi-finale sur 800 m
  - 5e en relais 4 × 400 m
- Jeux olympiques de 1968 à Mexico ( Mexique)
  - éliminé en série sur 400 m
  -  Médaille de bronze en relais 4 × 400 m

### Championnats d'Europe d'athlétisme
- Championnats d'Europe d'athlétisme de 1962 à Belgrade ( Yougoslavie)
  -  Médaille d'argent sur 400 m
  -  Médaille d'or en relais 4 × 400 m
- Championnats d'Europe d'athlétisme de 1966 à Budapest ( Hongrie)
  -  Médaille de bronze sur 400 m
  -  Médaille d'argent en relais 4 × 400 m

### Championnats d'Europe d'athlétisme en salle
- Jeux européens d'athlétisme en salle de 1966 à Dortmund ( Allemagne de l'Ouest)
  -  Médaille d'argent sur 400 m
- Jeux européens d'athlétisme en salle de 1967 à Prague ( Tchécoslovaquie)
  -  Médaille d'or sur 400 m